# 北九州市立洞北中学校
北九州市立洞北中学校（きたきゅうしゅうしりつどうほくちゅうがっこう）は、福岡県北九州市若松区にある公立中学校。

## 沿革
- 1898年3月 - 遠賀郡全町村立洞北高等小学校創立
- 1899年6月 - 校舎新築（嶋郷村大字竹並字辻畑）
- 1908年11月 - 洞北・江川両村合併に伴い、嶋郷尋常高等小学校と改称
- 1912年4月 - 頓田尋常小学校を廃止し嶋郷校に合併、頓田分教場とする
- 1923年1月 - 頓田分教所を廃止し二島に移転、二島分教場とする
- 1941年4月 - 若松市立嶋郷国民学校と改称
- 1944年4月 - 併設の嶋郷青年学校・嶋郷家政女学校分離独立
- 1947年3月 - 若松市立第5中学校として発足

## 通学区域
- 北九州市立ひびきの小学校通学区

本城学研台の一部、学研都市ひびきのの一部
- 北九州市立江川小学校通学区

花野路、乙丸、大鳥居、蜑住、有毛、岩屋、払川、塩屋
- 北九州市立花房小学校通学区

畠田の一部、大字畠田の一部、竹並、安屋、脇田、頓田、小竹、払川の一部

## 主な出身者
- 本田勝義 - 柔道家
- 北田晃三 - 柔道家
- 矢野智彦 - 柔道家
- 北津留翼 - 競輪選手
- 村田愛里咲 - 元フリースタイルスキー選手（モーグル）